# انجمن استخدامی آمریکا
انجمن استخدامی آمریکا (به انگلیسی: American Staffing Association) یک سازمان تجاری است که صنعت استخدامی ایالات متحده آمریکا را نمایندگی می‌کند. این سازمان در شهر الکساندریا، ایالت ویرجینیا آمریکا مستقر است. en:American Staffing Association

## تاریخچه
انجمن استخدامی آمریکا در سال ۱۹۶۶ به عنوان مؤسسه خدمات موقت در واشینگتن، دی. سی. تأسیس شد. مأموریت آن در آن زمان و اکنون، پیشرفت منافع صنعت از طریق حمایت، تحقیق، آموزش و ترویج شیوه‌های حرفه ای است.
یکی از انگیزه‌های اصلی در تأسیس این انجمن، حمایت ملی به این صنعت و آموزش سیاست‌گذاران در همه سطوح در مورد مزایای کسب و کار استخدام بود. مأموریت اولیه این انجمن برقراری تماس با وزارت کار ایالات متحده آمریکا بود تا در مورد آیین‌نامه‌های پیشنهادی توسط خدمات استخدام آمریکا (اکنون اداره اشتغال و آموزش) مذاکره کند. یکی از مأموریت‌های مهم USES کمک به خدمات اشتغال ایالتی برای ارائه کمک به یافتن شغل به متقاضیان کار و کارفرمایان بود که گاهی اوقات به‌طور ناعادلانه ای بر آژانس‌های استخدامی بخش خصوصی که از وضعیت معاف از مالیات همتایان دولتی خود برخوردار نبودند، تجاوز می‌کردند. این انجمن به این ترتیب به ایجاد نقش حمایتی در سطح ایالتی و محلی نیز پرداخت، که با کمک شبکه ای از فصل‌های وابسته، هر ساله قوانین و مقررات پیشنهادی در سراسر کشور را مورد بررسی قرار می‌داد. en:American Staffing Association

## برنامه‌های آموزشی
انجمن استخدامی آمریکا طیف گسترده‌ای از برنامه‌های آموزشی را برای اعضای خود ارائه می‌دهد. این برنامه‌ها شامل آموزش‌های اولیه، پیشرفته و تخصصی در زمینه‌های مختلف استخدامی مانند استخدام، آموزش و توسعه، روابط کارفرما-کارمند، و مدیریت است. این انجمن همچنین خدمات مشاوره ای و منابعی را برای اعضای خود فراهم می‌کند.

#### حمایت
انجمن استخدامی آمریکا از سیاست‌هایی حمایت می‌کند که برای صنعت استخدامی و اقتصاد ایالات متحده آمریکا مفید هستند. این انجمن همچنین از استانداردهای حرفه ای برای آژانس‌های استخدامی حمایت می‌کند.

#### اعضا
انجمن استخدامی آمریکا بیش از ۲۸۰۰۰ عضو دارد که شامل آژانس‌های استخدامی، کارفرمایان، و سایر سازمان‌های مرتبط با صنعت استخدامی می‌شوند.

## وبگاه رسمی
- www.americanstaffing.net